# Steyr (Fluss)
Die Steyr (Ausspracheⓘ) ist ein Fluss in der oberösterreichischen Region Pyhrn-Eisenwurzen, der im Toten Gebirge in der Nähe der Baumschlagerreith im Ort Hinterstoder (Bezirk Kirchdorf) entspringt und nach rund 68 km in der Stadt Steyr von links in die Enns mündet.

## Geografie

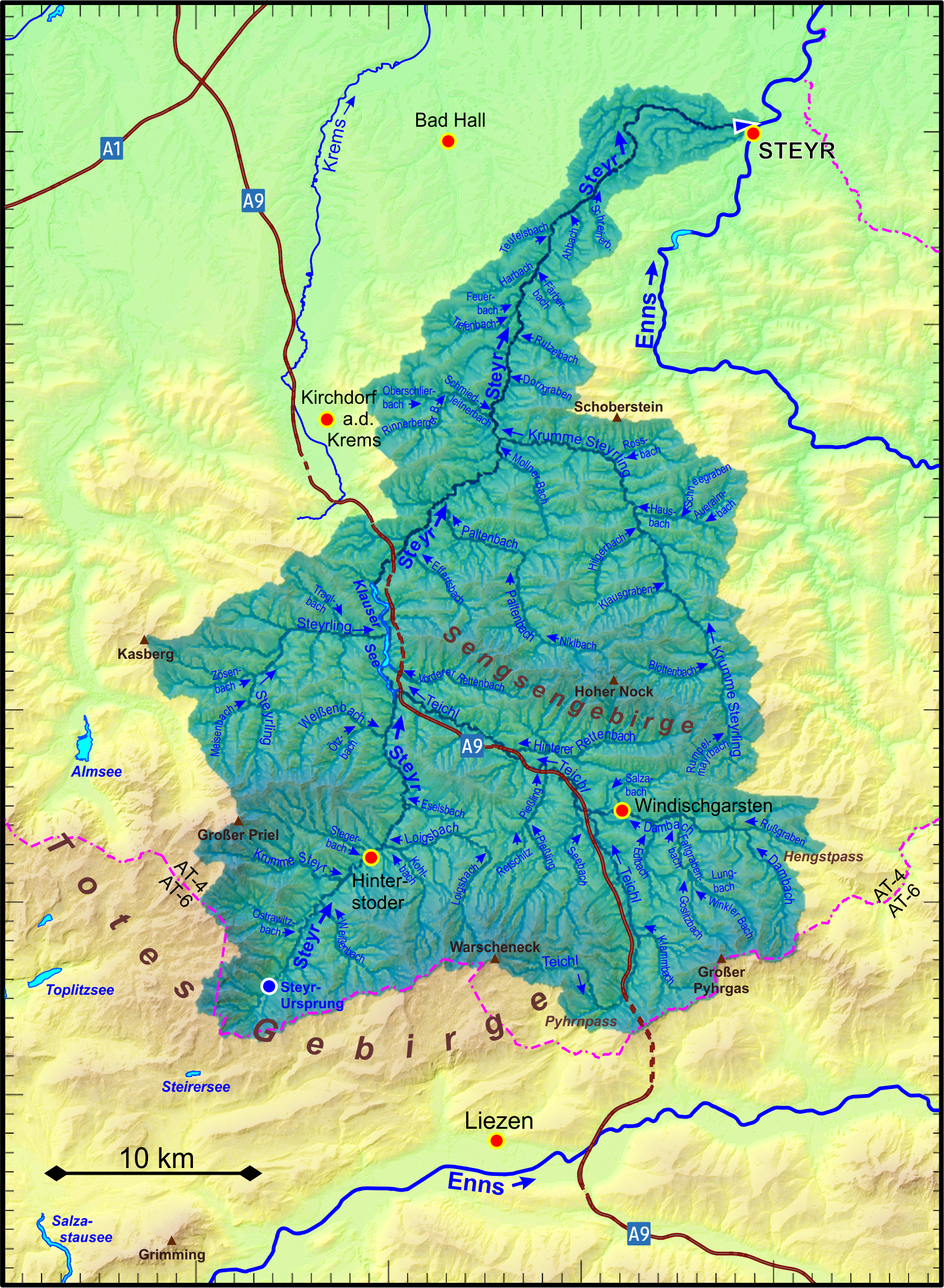
Einzugsgebiet der Steyr

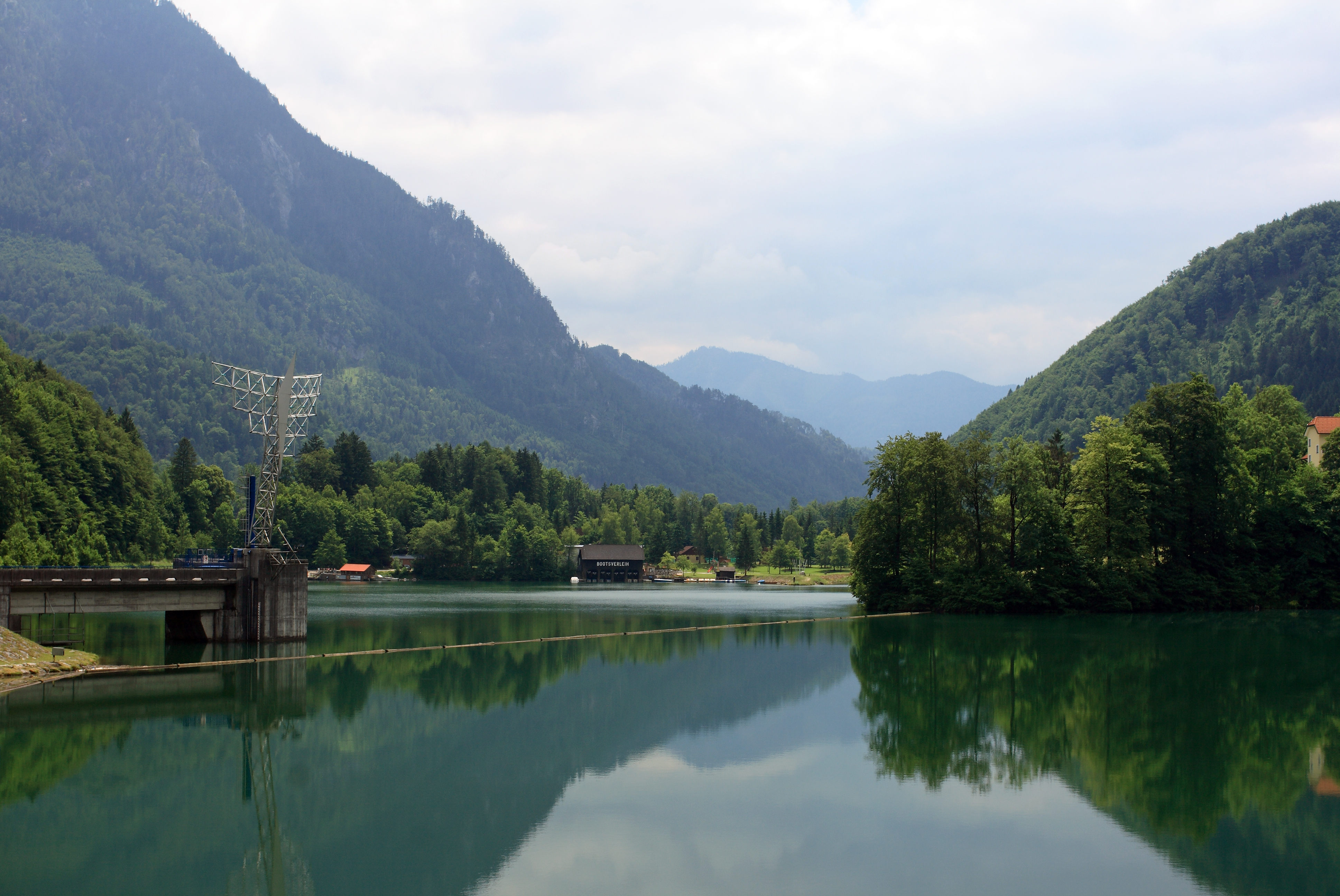
Klauser Stausee

Im Oberlauf durchfließt die Steyr das Stodertal. Unterhalb des Steyrsberg wird das Tal enger und der Fluss fließt über den Stromboding-Wasserfall. Ab Steyrbrücke führt der Weg der Steyr durch eine tief eingeschnittene Schlucht, die seit 1975 durch eine Staumauer bei Klaus geflutet ist. Der so entstandene Klauser See wird neben der Energiegewinnung auch als Erholungsraum genutzt. Das rechte Seeufer gehört teilweise zum Nationalpark Kalkalpen.
Unterhalb der Wallfahrtskirche Frauenstein im Mollner Ortsteil Ramsau befindet sich eine weitere Felsschlucht, der sogenannte Steyrdurchbruch. Am Anfang der Schlucht liegt das Kraftwerk Steyrdurchbruch, das durch seine Jugendstil-Architektur bekannt ist. Nach dem Steyrdurchbruch weitet sich das Steyrtal zum Mollner Becken, in dessen Schotterterrasse sich die Steyr tief eingeschnitten hat.

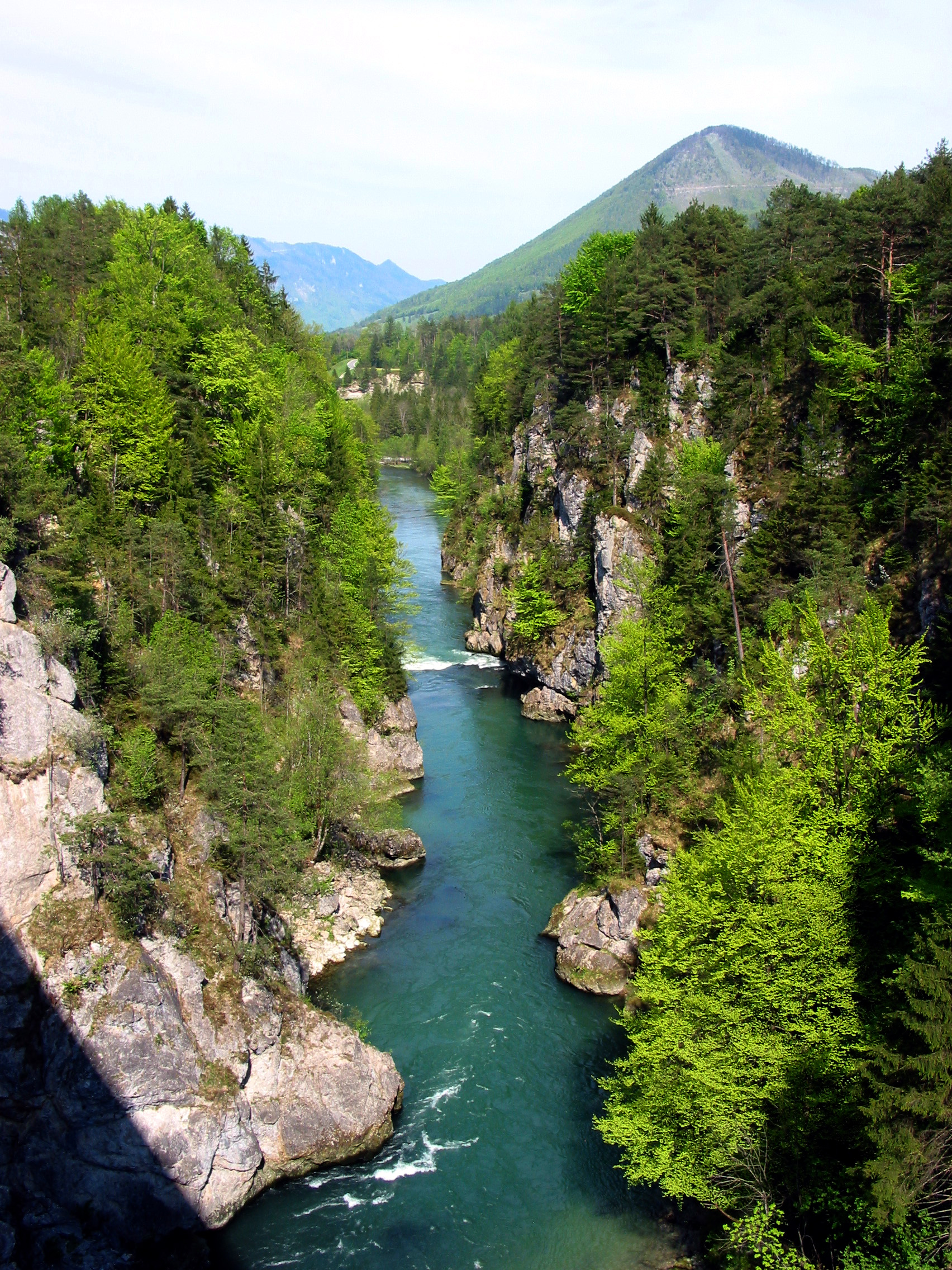
Der Steyrdurchbruch vom Talübergang der B 140 aus gesehen
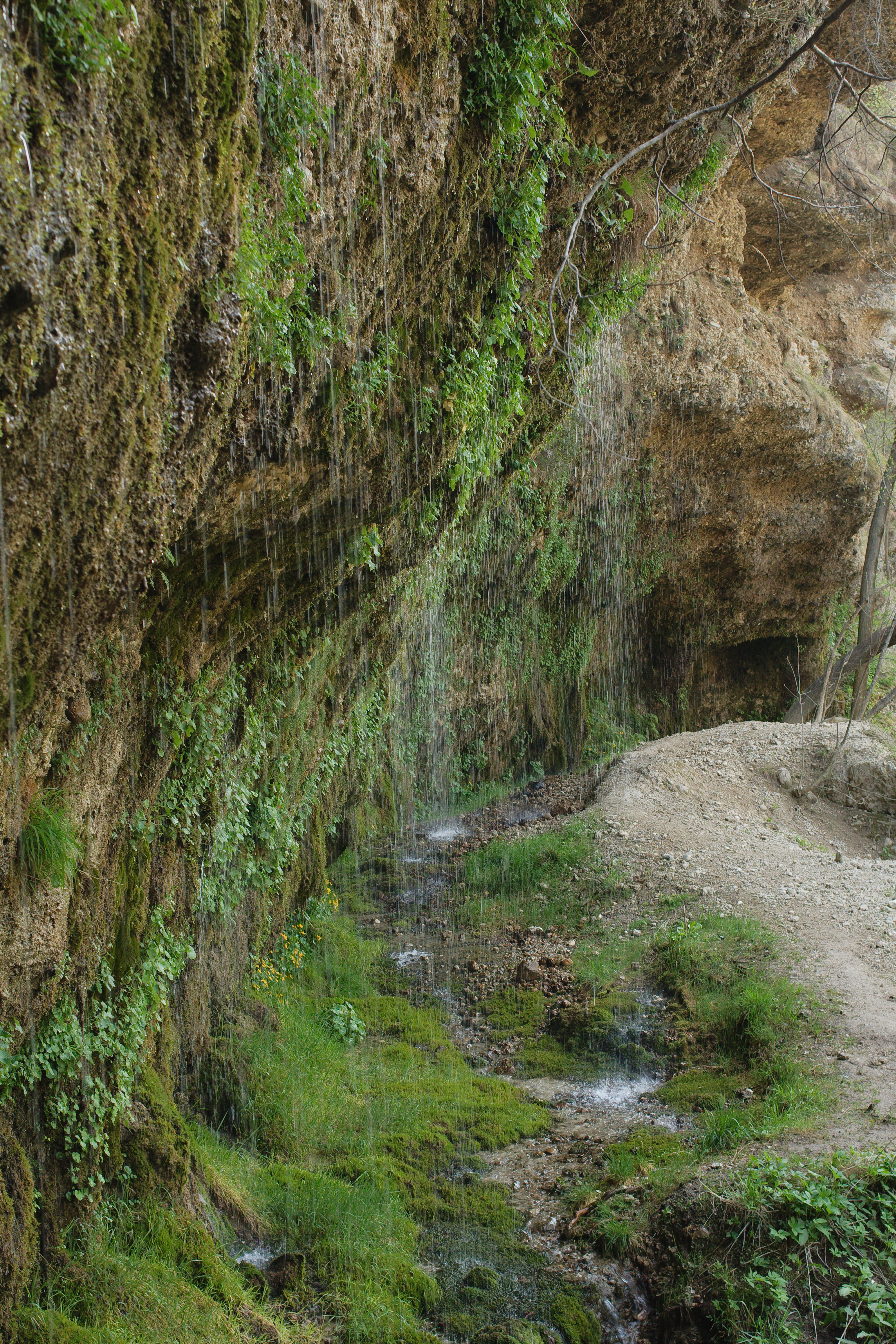
Rinnende Mauer bei Molln

Unterhalb der Mündung der Krummen Steyrling bei Molln findet sich die Rinnende Mauer, eine seltene Traufquelle. Aus porösem Konglomeratgestein tritt Wasser fünf bis sieben Meter über Flussniveau in Form von Sprühregen aus. Dabei handelt es sich um angestautes Grund- und Hangwasser. In diesem Abschnitt der Schlucht kommen Hochgebirgspflanzen bis auf 400 m Seehöhe vor, wie Behaarte Alpenrose, Zwergalpenrose, Petergstamm, Jägerblut oder Behaarter Germer.
Bei Leonstein (Gemeinde Grünburg) wird das Tal wieder enger. Über Grünburg erreicht die Steyr danach das Alpenvorland. Bei Sierning ändert der bisher Richtung Norden bzw. Nordosten strömende Fluss seine Fließrichtung nach Osten. In der Stadt Steyr gibt der Fluss einen Teil seines Wassers an den Wehrgraben ab, den früher viele Betriebe zur Energiegewinnung nutzten. Bei der Mündung in die Enns bilden beide Flüsse ein „Y“, das die Stadt Steyr für Marketingzwecke nutzt.

## Entstehung
Das Entwässerungsnetz der Donau, zu dem die Steyr mit Nebenflüssen und Zubringern gehört, entstand im Zuge der alpidischen Gebirgsbildung vor etwa 100 Millionen Jahren. Wahrscheinlich bereits vor der Mindeleiszeit (vor 600.000 bis 300.000 Jahren) war die Wasserscheide beim Steyrdurchbruch soweit erniedrigt, dass der Steyrfluss „durchbrechen“ konnte. Davor floss er durch das heutige Kremstal ab. Der jetzige Flussverlauf entstand seit Ende der Würmeiszeit vor etwa 11.000 Jahren. Die alte Talrinne, westlich davon, ist durch Gletscherschotter gefüllt und der Fluss tiefte sich stattdessen in einem sogenannten epigenetischen Durchbruch in das Dolomitgestein ein.
Die Schluchtsysteme der Steyr und ihrer Nebenflüsse Teichl und Krumme Steyrling sind 30 bis 40 Meter hohe, teils überhängende, Konglomeratwände. Die Flüsse tiefen sich bis heute in den Gletscherschutt ein.

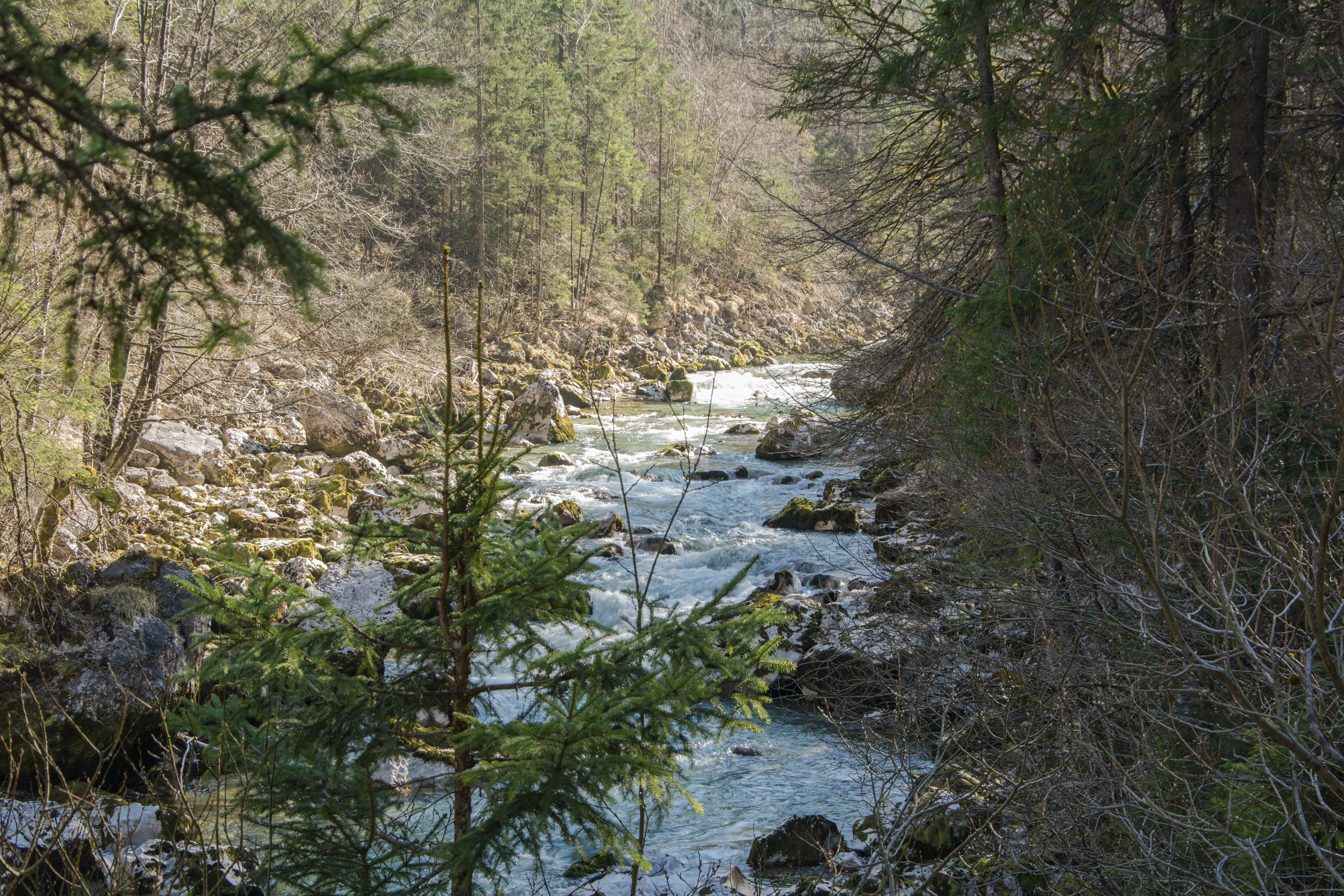
Hinterstoder, nahe Kreidelucke
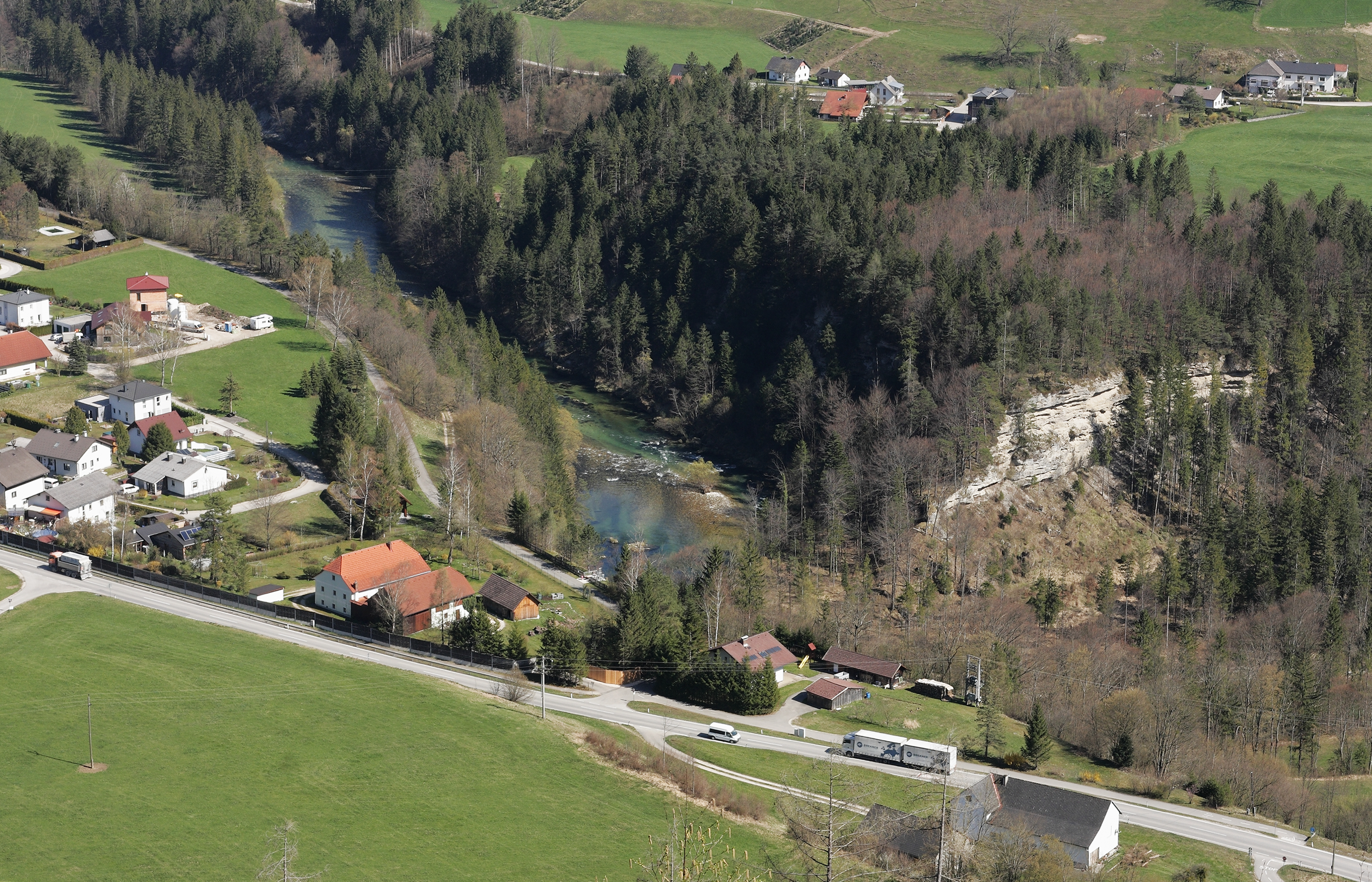
Schluchtabschnitt in Leonstein (links) und Molln (rechts)
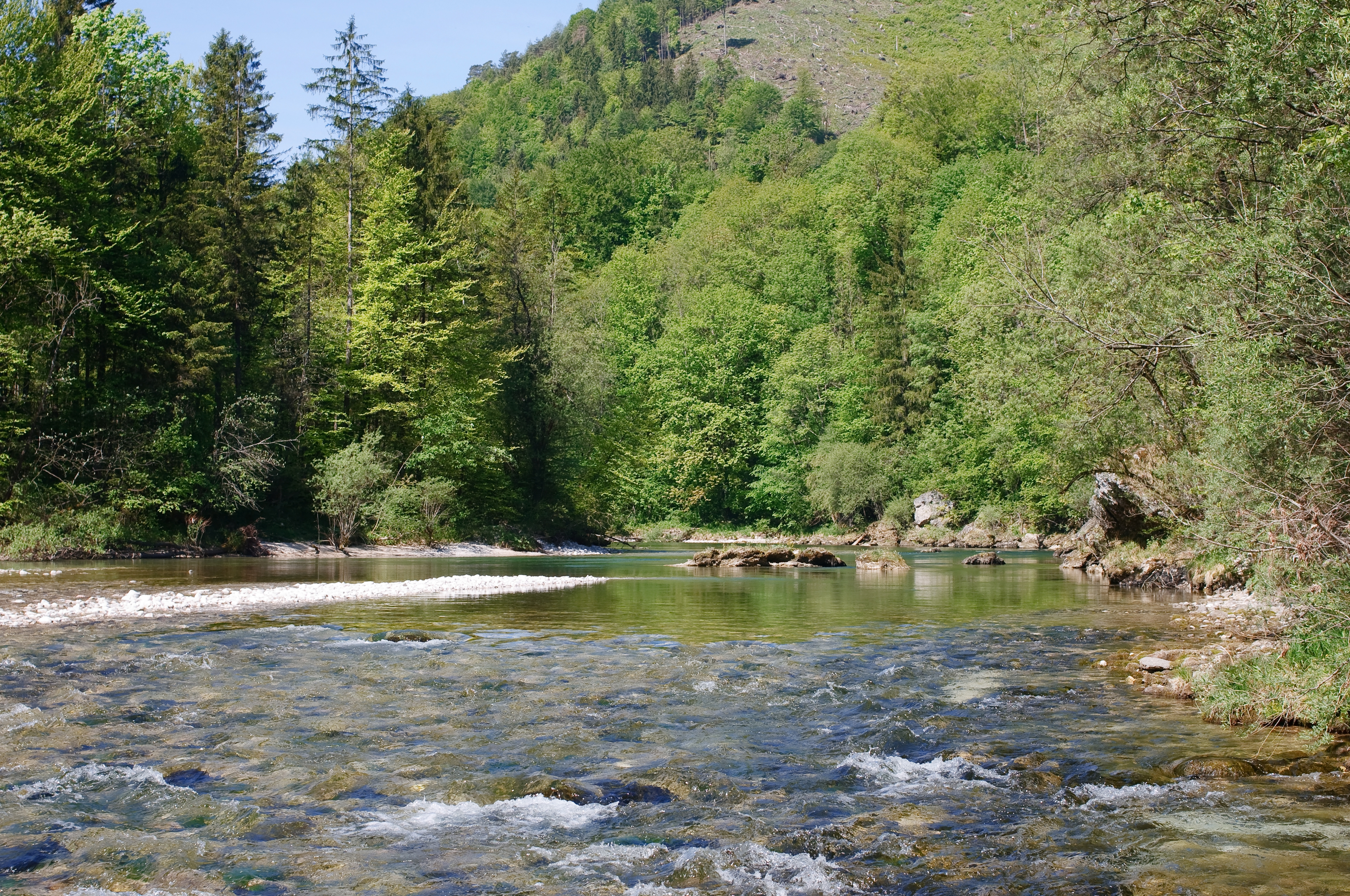
Steyr in Leonstein
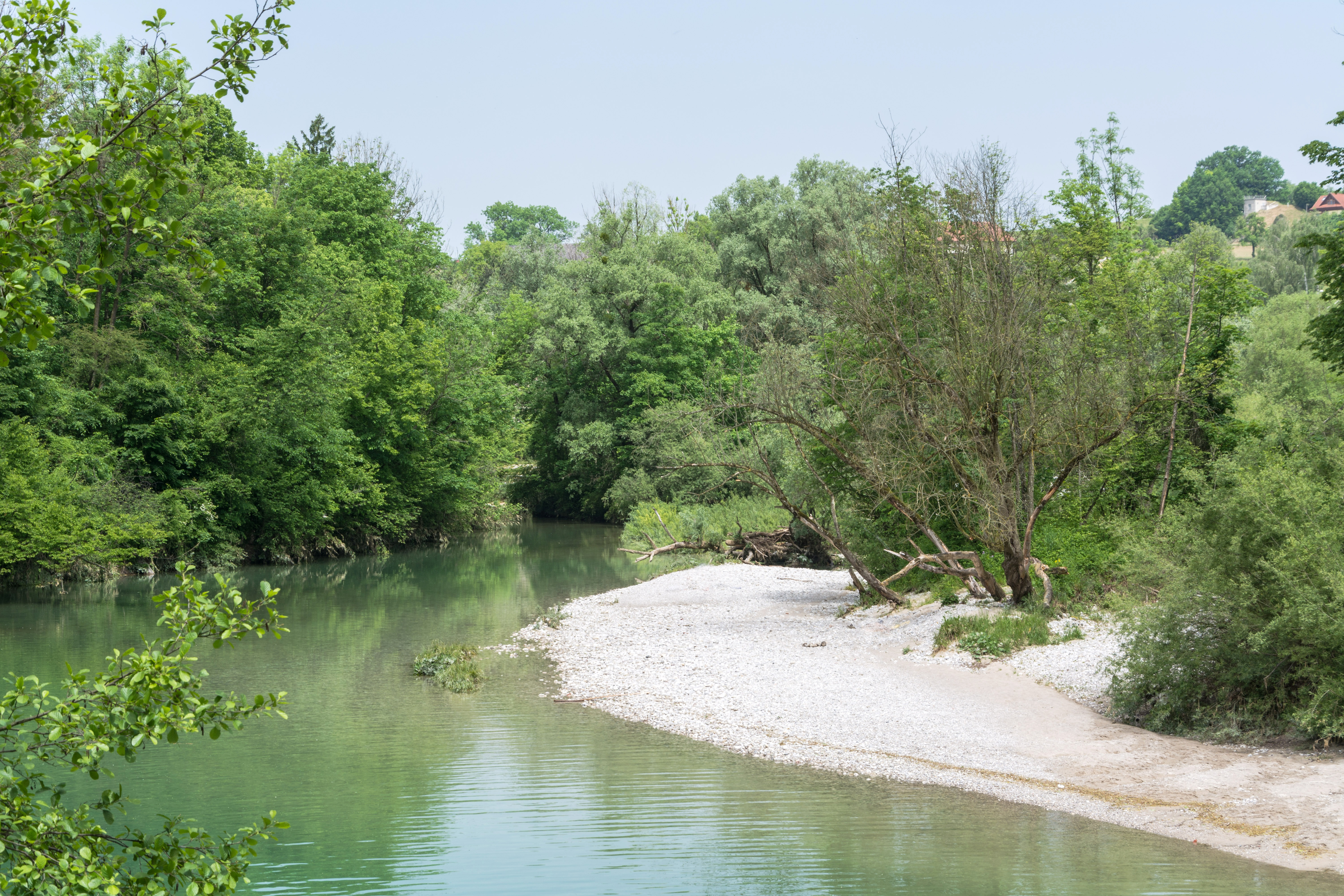
Unterhimmler Au
- Videoaufnahmen der Mündung (23 Sekunden)

## Name
Die Steyr ist erstmals in einer Urkunde aus der Zeit zwischen 1092 und 1121 als fluvius Styra genannt. Es liegt das urkeltische Ausgangswort Stiria zugrunde. Es bedeutet ‚die Aufstauende, die Stehende‘ aufgrund des Rückstaus bei hohem Wasserstand der Enns. Der Name ging auf Orte usw. über, erstmals belegt auf der Tabula Peutingeriana aus dem 4. Jh. mit einer Siedlung namens Stiriate (beim heutigen Liezen), die wohl die Hauptstadt des Keltenstammes der Stiriates war.

## Wirtschaftliche Bedeutung

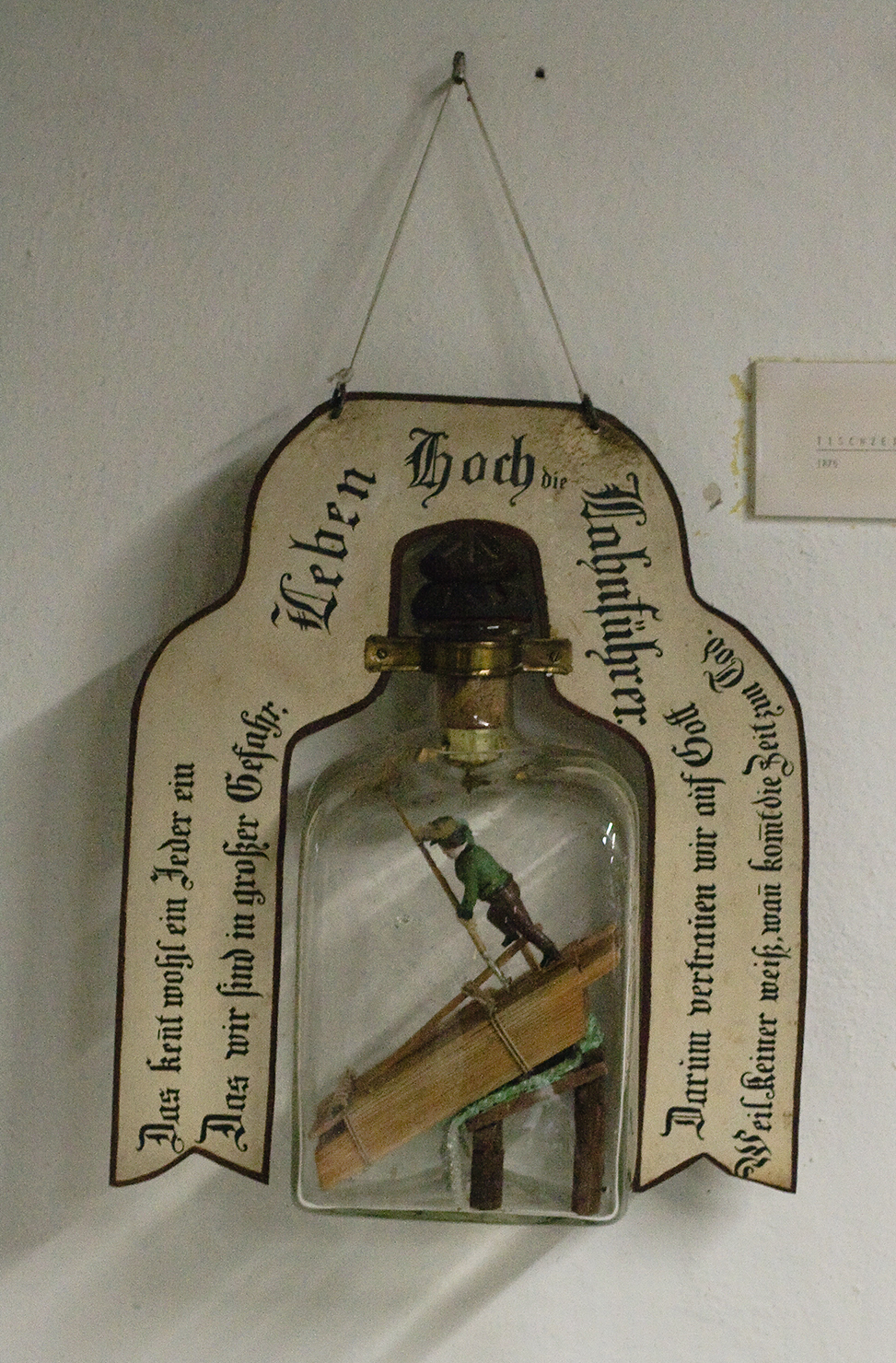
Tischzeichen der Ladenkarlfahrer

Die Steyr wurde und wird hauptsächlich zur Energiegewinnung genutzt. Früher zum direkten Antrieb von zum Beispiel Mühlen oder Schmiedehämmern, später zur Stromerzeugung.
Bis 1890 wurde der Fluss mit Ladenkarl genannten Bretterflößen befahren. Diese Flöße waren durchschnittlich 5 m lang, 4 m breit und 50 cm hoch und konnten von einem Mann gesteuert werden. Sie wurden in Steyr meistens auseinandergenommen, manchmal aber auch zur Weiterfahrt auf der Enns zu längeren Flößen zusammengebunden. Das Tischzeichen der Ladenkarlfahrer im Museum der Stadt Steyr zeigt ein Modell eines solchen Floßes in einem Ein’gricht (Geduldsflasche).
Bis zum Ende des Zweiten Weltkriegs spielte auf der Steyr und ihren Nebenbächen die Holztrift als Transportmöglichkeit für Sägewerke eine Rolle. Auf dem Fluss wurden jährlich von März bis Ende November etwa 30.000 Kubikmeter getriftet, aus diesem Grund sind ältere Wehren (wie Steyrdurchbruch) mit Triftgassen ausgestattet.

### Kraftwerke
Engpassleistung und Regelarbeitsvermögen nach Angaben des jeweiligen Kraftwerkbetreibers. Stand: 2011
| Kraftwerk       | Engpass- leistung (kW) | Regelarbeits- vermögen (MWh) | Betreiber                 | Bild                                                             |
| --------------- | ---------------------- | ---------------------------- | ------------------------- | ---------------------------------------------------------------- |
| Klaus           | 19.600                 | 74.000                       | Ennskraftwerke AG         | Kraftwerk Klaus mit Grundablass, Kraftwerksgebäude und Staumauer |
| Steyrdurchbruch | 4.000                  | 20.000                       | Energie AG Oberösterreich | „Jugendstilkraftwerk“ Steyrdurchbruch                            |
| Agonitz         | 3.100                  | 15.800                       | Energie AG Oberösterreich | Kraftwerk Agonitz                                                |
| Steinbach       | 880                    | 6.000                        | Energie AG Oberösterreich | Kraftwerk Steinbach                                              |
| Humpelmühle     | 980                    | 5.300                        | Energie AG Oberösterreich | Humpelmühle                                                      |
| Pichlern        | 2.400                  | 13.000                       | Ennskraftwerke AG         |                                                                  |

## Naturschutz

### Verhinderte Ausleitung in die Enns

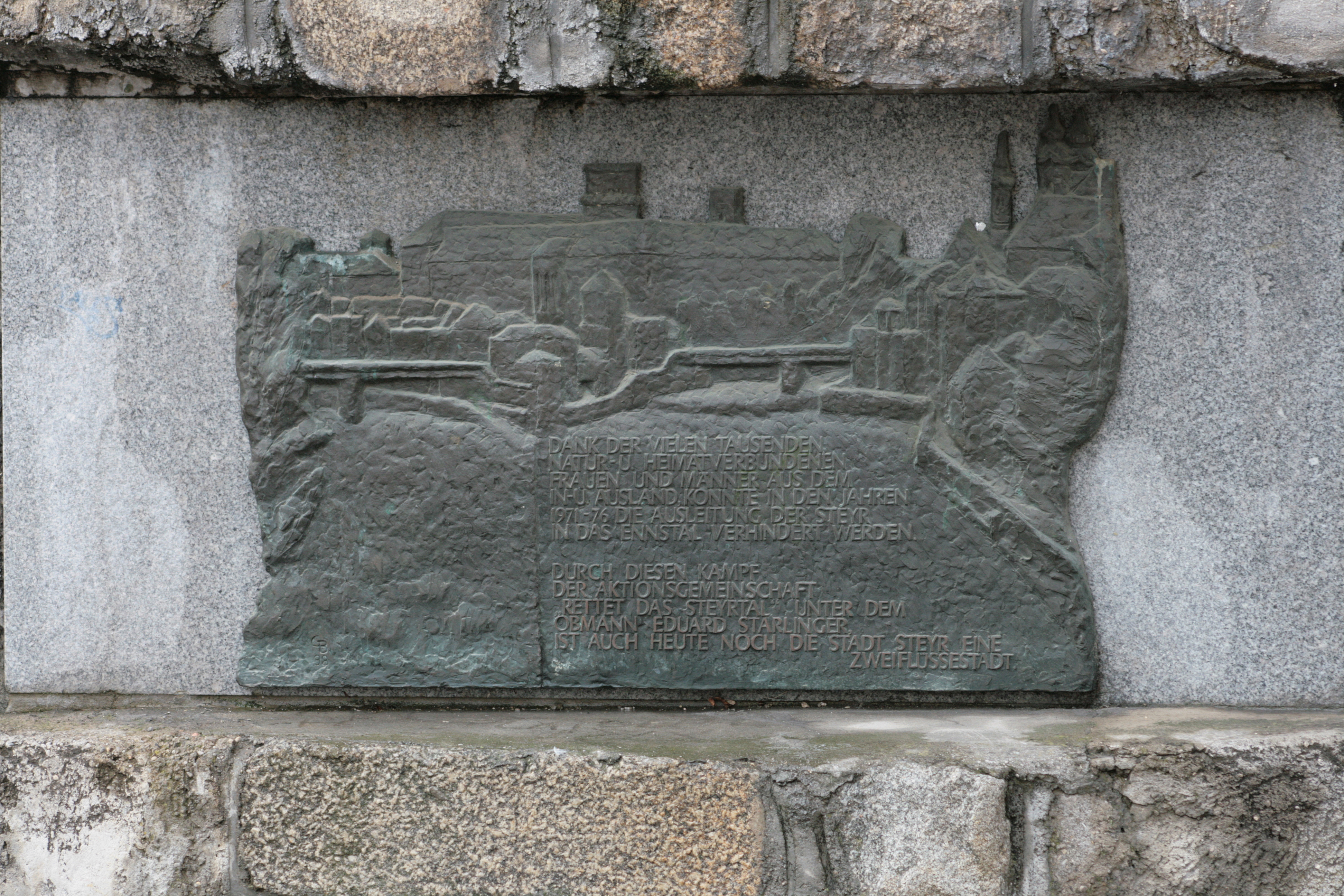
Gedenktafel am Platz Zwischenbrücken in Steyr

Ab 1963 plante die Ennskraftwerke AG, einen Teil des Wassers über einen Großspeicher im Tal der Krummen Steyrling in die Enns auszuleiten. Die Mollner Bevölkerung lehnte das Projekt 1969 mit 2/3-Mehrheit ab, dennoch wurde mit dem Bau begonnen. Ein Entscheid des Verfassungsgerichtes unterbrach 1972 die Arbeiten, und der Verein Rettet das Steyrtal startete ein Volksbegehren. Am Platz Zwischenbrücken in Steyr erinnert eine Gedenktafel an das erfolgreiche Wirken der Aktionsgemeinschaft. 
Vom Projekt der Pumpspeichergruppe Molln wurde 1973 bis 1975 mit dem Kraftwerk Klaus nur die erste Stufe errichtet.

### Naturschutzgebiete
Die etwa 9,7 km lange Steyrschlucht zwischen dem Kraftwerk Agonitz in Grünburg/Leonstein und der Haunoldmühle in Obergrünburg steht seit 2016 unter Naturschutz. Die Untere Steyr in Sierning, Garsten und Steyr und die Unterhimmler Au in Steyr sind ebenfalls Naturschutzgebiete.

### Fischaufstieg beim Spitalmühlwehr
Beim Spitalmühlwehr an der Steyrmündung wurde 2015 linksufrig ein 117,5 Meter langer Fischaufstieg mit 27 Becken fertiggestellt. Dieser ist für Huchen von etwa 120 cm Länge dimensioniert.

## Hochwasserschutz

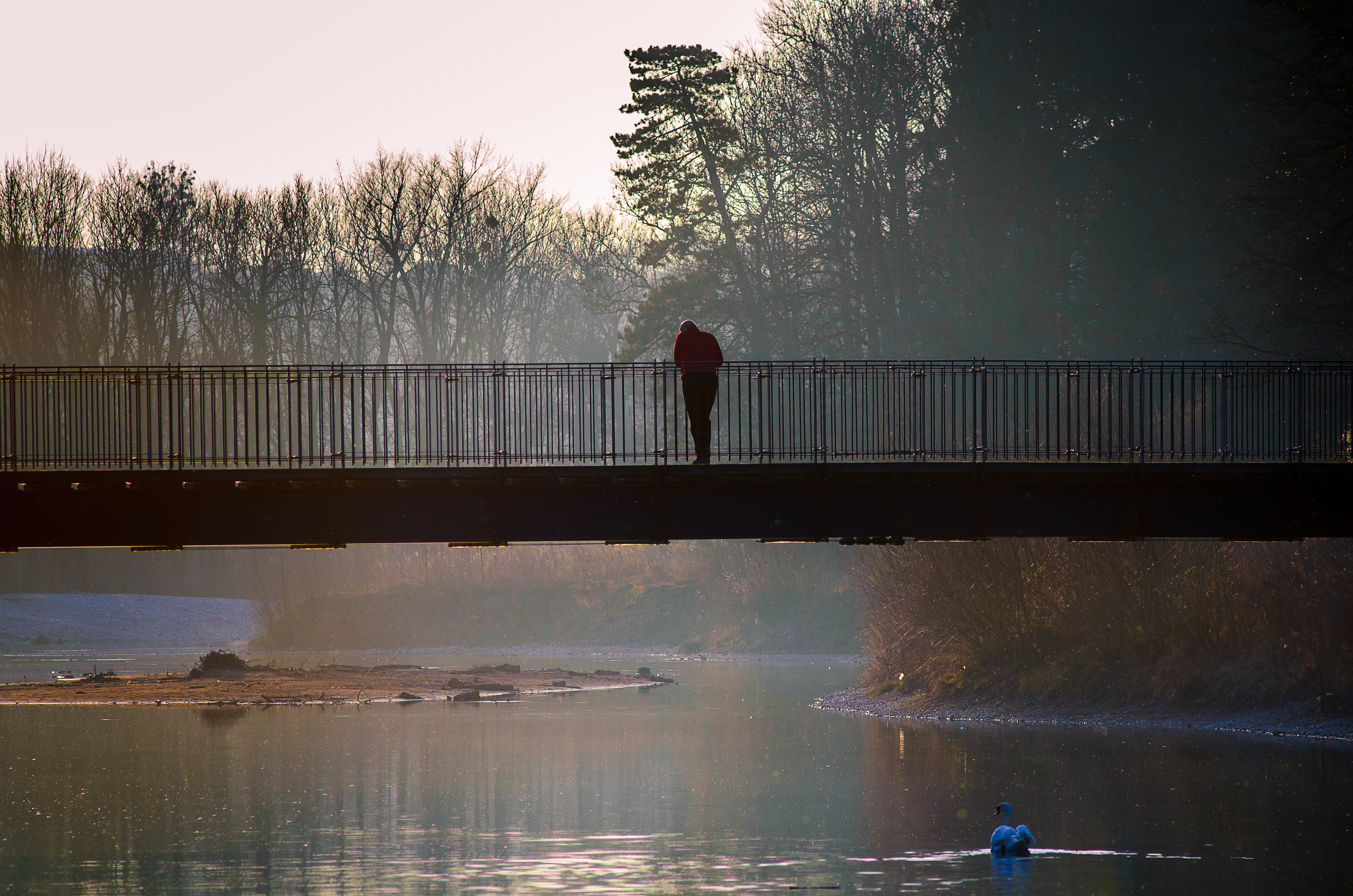
Nebenarm Himmlitzer Au

Nach dem Jahrhunderthochwasser im Jahr 2002, wo insbesondere der historische Wehrgraben in Steyr massiv vom Hochwasser der Steyr betroffen war, wurde 2009 am westlichen Stadtrand in Unterhimmel rechtsufrig der Steyr ein künstliches Nebengerinne gegraben. Im sog. Nebenarm Himmlitzer Au kann sich bei Hochwasser der mit dem Fluss transportierte Schotter in diesem Nebengerinne ablagern. Dadurch wird ein Weitertransport der Sedimente und deren Auflandung im Stadtgebiet von Steyr verhindert. Die Errichtung des Nebenarmes Himmlitzer Au ist Teil von umfassenden Maßnahmen zum Hochwasserschutz von Steyr. So wurde 2011 auch die Enns unterhalb der Steyrmündung bei Zwischenbrücken künstlich eingetieft.

## Sport
Der Fluss bietet für geübte Kajakfahrer Abschnitte von zumeist WW2 bis 3+. Eine Ausnahme ist der Stromboding-Wasserfall im Oberlauf mit, je nach Wasserstand, WW 4+ bis über WW 6.
Auch für den Fliegenfischer ist die Steyr ein lohnendes Ziel.
Über weitere Strecken verläuft der Salzsteigweg, ein österreichischer Weitwanderwege parallel zur Steyr.

## Zuflüsse
Die größten Zubringer der Steyr sind:
| Name                | Mündungsseite | Mündungsort          | Einzugsgebiet in km² | Bild                                                                                    |
| ------------------- | ------------- | -------------------- | -------------------- | --------------------------------------------------------------------------------------- |
| Ostrawitzbach       | links         | Dietlgut             | 16,19000             |                                                                                         |
| Weißenbach          | rechts        | Weißenbach           | 17,08000             |                                                                                         |
| Krumme Steyr        | links         | vor Hinterstoder     | 20,66000             | Mündung in die Steyr                                                                    |
| Stegerbach          | links         | Hinterstoder         | 10,28000             |                                                                                         |
| Loigisbach          | rechts        | nach Hinterstoder    | 35,72000             |                                                                                         |
| Eselsbach           | rechts        | Hofbauer             | 7,32000              |                                                                                         |
| Prielwasser         | links         | Schrattentalerbrücke | 2,11000              |                                                                                         |
| Weißenbach          | links         |                      | 19,24000             |                                                                                         |
| Teichl              | rechts        | Bahnhof Hinterstoder | 238,87000            |                                                                                         |
| Vorderer Rettenbach | rechts        | Klauser Stausee      | 19,40000             | Mündung in den Klauser Stausee                                                          |
| Steyrling           | links         | Preisegg             | 76,04000             |                                                                                         |
| Effertsbach         | rechts        | Frauenstein          | 11,32000             | Blick von einer Straßenbrücke nahe dem Geburtshaus von Marlen Haushofer (Effertsbach 6) |
| Tiefengrabenbach    | links         | Steyrdurchbruch      | 5,78000              | Kurz vor der Mündung                                                                    |
| Paltenbach          | rechts        | Steyrdurchbruch      | 40,94000             | Mündung in die Steyr                                                                    |
| Mollner Bach        | rechts        | Molln                | 14,25000             | Wasserfall in die Steyrschlucht                                                         |
| Krumme Steyrling    | rechts        | Molln                | 136,18000            | Mündung in die Steyr                                                                    |
| Rinnerberger Bach   | links         | Priethal             | 23,69000             | Mündung in die Steyr                                                                    |
| Rutzelbach          | rechts        | Steyrleithen         | 6,75000              |                                                                                         |
| Tiefenbach          | links         | Obergrünburg         | 8,67000              | Kurz vor der Mündung bei Haus Tiefenbach 1 (Bäckerei und Mühle Schmidinger)             |
| Färberbach          | rechts        | Steinbach            | 6,18000              | Kurz vor der Mündung                                                                    |
| Harbach             | links         | Untergrünburg        | 5,30000              | Mündung in die Steyr                                                                    |
| Ahbach              | rechts        |                      | 3,69000              |                                                                                         |
| Schreinerbach       | rechts        | Sommerhubermühle     | 3,16000              |                                                                                         |
| Teufelsbach         | rechts        | Steyr                | 6,18000              | Mündung                                                                                 |